# چینه‌گون

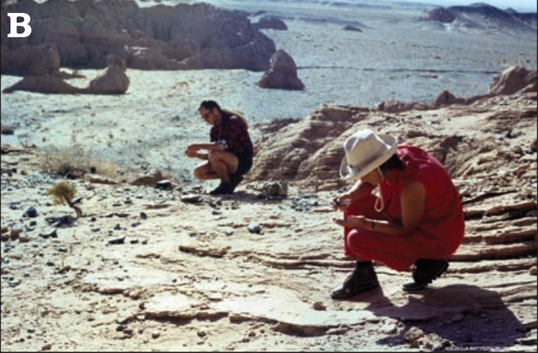
محل نمونه خولسان، چینه‌گون سازند براون گویوت، مغولستان

چینه‌گون (انگلیسی: Stratotype) که مقطع نمونه و مقطع تیپ (type section) نیز نامیده می‌شود، در زمین‌شناسی به موقعیت مکانی یا رخنمون ویژه و مرجع یک توالی چینه‌شناسی یا مرز چینه‌شناختی گفته می‌شود. اگر واحد چینه‌شناسی لایه‌لایه باشد، آن را چینه‌گون می‌نامند، در حالی که استاندارد مرجع برای سنگ‌های بدون لایه‌بندی، محل نمونه یا محل تیپ نامیده می‌شود.
چینه‌گون را می‌توان به‌صورت «توالی خاصی از چینه‌های انتخاب‌شده به عنوان استاندارد مرجع در یک واحد چینه‌شناسی لایه‌ای» نیر تعریف کرد.
هنگامی که یک واحد چینه‌شناسی در هیچ جایی به‌طور کامل رخنمون و برونزد ندارد، مقطع نمونه یا مقطع تیپ اصلی ممکن است با بُرش‌های مرجع یا مقطع‌های مرجع (reference section) که به‌صورت کامل ضخامت واحد را می‌پوشانند، تکمیل شود. بُرش یا مقطع مرجع نیز ممکن است زمانی تعریف شود که رخنمون مقطع نمونه اصلی ضعیف باشد. همچنین برای واحدهای تاریخی که بدون تعیین مقطع نمونه مطابق با استانداردهای مدرن تر تعیین شده‌اند نیز ممکن است بُرش یا مقطع مرجع تعریف شود.